# Naturschutzgebiet Binsenbrink im Teterower See
Das Naturschutzgebiet Binsenbrink im Teterower See ist ein 70 Hektar umfassendes Naturschutzgebiet in Mecklenburg-Vorpommern. Es befindet sich einen halben Kilometer nördlich der Stadt Teterow und dient dem Schutz und Erhalt eines Seerandmoores sowie dem Uferbereich des Teterower Sees mit der Halbinsel Sauerwerder als Lebensraum seltener Vogelarten.
Die gesetzliche Unterschutzstellung erfolgte am 19. Dezember 1931, umfasste 120 Hektar und enthielt auch die nordöstlich gelegene Halbinsel Schnakenlang und die Burgwallinsel. Es erfolgten gesetzliche Änderungen in den Jahren 1941 (Erweiterung) und 1963 (Verkleinerung).
Der aktuelle Gebietszustand wird als befriedigend eingestuft. Neben der Belastung durch hohe Nährstoffeinträge in der Vergangenheit, dringen Angler und Bootsfahrer in den Röhrichtgürtel ein und stören die Brutvögel. Durch das Gebiet führt der Weg zur Burgwallinsel. Auf der Halbinsel Sauerwerder hat der Naturschutzbund Deutschland eine Station. Die am Rande des Schutzgebietes liegende Burgwallinsel ist mit einer Fähre erreichbar.

## Geschichte
Das Naturschutzgebiet entstand während der letzten Eiszeit. Der Gletscher schürfte das Teterower Becken aus mit bis zu 100 Meter hoch aufragenden umgebenden Endmoränenzügen. Nach Abtauen des Eises blieb ein See zurück, der verlandete. Seekreide lagerte sich ab und Vermoorung mit Durchströmungs- und Verlandungsmooren setzte ein, die heute zu bis zu drei Meter mächtigen Torfschichten führte.
Einen Kilometer nordwestlich befindet sich ein jungsteinzeitliches Hünengrab.
Neuzeitliche Besiedlung ist seit dem 6. Jahrhundert nachgewiesen. Das Wort Brink geht auf die germanische Bedeutung als Ufer zurück. Auf der östlich gelegenen Burgwallinsel siedelten Zirzipanen und bildeten die Keimzelle zur Entwicklung der Stadt Teterow. Der Wasserstand des Sees wurde seit dem 13. Jahrhundert in verschiedener Höhe reguliert. Besitzer von Wassermühlen und Bauern führte darüber intensive Auseinandersetzungen. Die Wiebekingsche Karte aus dem Jahr 1786 zeigt die Flächen mit hohem Wasserstand. Die heutige Halbinsel Sauerwerder war noch eine Insel. Ab 1860 wurde der Wasserspiegel zum heutigen Höhenniveau abgesenkt. Die Flächen wurden als Grünland genutzt und Torfabbau erfolgte. Durch Abwässer aus der Teterower Schlachterei eutrophierte der See zu DDR-Zeiten.

## Pflanzen- und Tierwelt

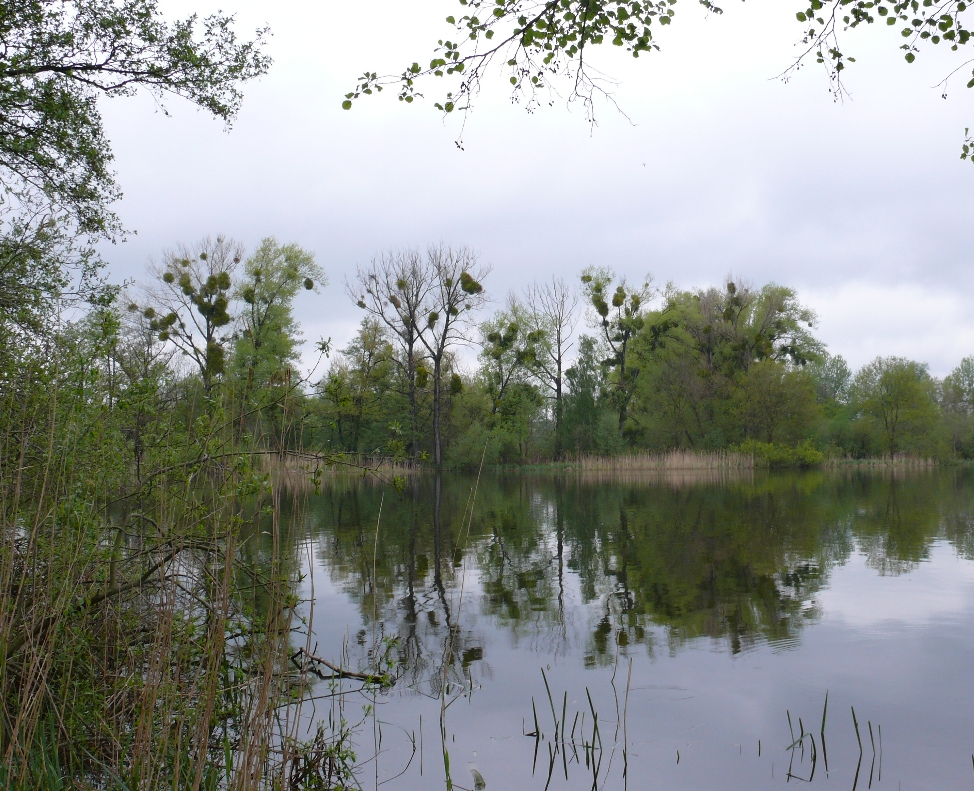
Blick vom Sauerwerder auf den Teterower See

Bestände an Teichrosen finden sich in windgeschützten Bereichen. Gemeine Teichsimse, Schmalblättriger Rohrkolben und Schilf bilden umfangreiche Röhrichte. Landseitig schließen Bruchwälder an.
Für das Gebiet sind 64 Brutvogelarten nachgewiesen, darunter Blaukehlchen, Beutelmeise, Zwergtaucher, Schwarzmilan, Eisvogel, Drosselrohrsänger, Rohrdommel und Zwergdommel, Rohrschwirl, Bekassine, Blässhuhn und Löffelente. Die Lachmöwe brütet in einer Kolonie. Der Fischotter lebt im Gebiet.